# Five.Bolt.Main
Five.Bolt.Main fue una banda de nu metal proveniente de Louisville, Kentucky, Estados Unidos. La banda contó con el actual vocalista de Flaw Chris Volz.

## Historia

### Álbum debut (2004–2007)
Five.Bolt.Main se formó después de que Flaw se retirara de Universal Records en 2004. Chris Volz se reunió con Ivan Arnold y Ben Patrick, quienes formaron parte de Flaw antes de su álbum Through the Eyes de 2001. En ese momento, tanto Ivan como Ben estaban en un proyecto llamado Silent Q, que para el momento en que Flaw se disolvió, ya tenía suficiente material escrito para armar un álbum. Silent Q incluía a los guitarristas Aaron Welenken y Jason Chandler. En este punto Volz se unió a la banda, que se titulaba provisionalmente «Vent», pero que más tarde fue cambiada a Five.Bolt.Main por razones legales. Al cabo de siete meses la banda consiguió un contrato discográfico con el sello independiente Rock Ridge Music.
El álbum debut de Five.Bolt.Main, Venting, fue lanzado el 13 de septiembre de 2005. La banda pasó por varios cambios en su formación desde su lanzamiento. Aproximadamente un mes después del lanzamiento del álbum, los miembros Jason Chandler, Ben Patrick, y Aaron Weleken dejaron el grupo. Rock Ridge Music alegó «diferencias musicales» y «rigores imprevistos que afectan a la marcha» como las razones de su salida. Sin embargo, los miembros salientes citaron el abuso de alcohol y drogas de Chris Volz. Kobie Jackson (Primer 55), Alex Cando (Darwin's Waiting Room) y Ronny Paige fueron reclutados para reemplazarlos, y más tarde Alex y Ronny se quedaron de forma permanente. Hasta la fecha, el álbum ha vendido cerca de 25 000 copias que algunos considerarían una cantidad decente debido a la falta de exposición que tuvo la banda.
En junio de 2006 también se produjo la salida de Ivan Arnold, que dejó el grupo debido a las crecientes diferencias personales con Volz, tras una muy publicitada disputa en el escenario con el vocalista del Club Sonar en Baltimore, Maryland. Las fechas restantes de la gira de Five.Bolt.Main fueron canceladas, después de que los intentos de los miembros restantes y de Rock Ridge de encontrar un baterista de reemplazo fracasaran.
El 10 de octubre de 2006, Rock Ridge lanzó Live, que fue grabado en Louisville durante su gira de 2006.

### Material no lanzado, reencuentro y separación (2007–2011)
Los planes para lanzar una recopilación, estaban en marcha, aunque la banda no había grabado ningún material nuevo, excepto los demos en preproducción de las canciones «Just My Luck» y «Blackout» que fueron coproducidos por Chris Henderson, guitarrista de 3 Doors Down, en su estudio de grabación en Biloxi, Misisipi. A pesar de ello, Rock Ridge lanzó Complete en 2008 a sabiendas de que la mayoría de los miembros de la banda no habían dado su consentimiento para su lanzamiento, citando la «mala calidad de sonido».
El 28 de febrero de 2007, un comunicado de prensa de Rock Ridge Music declaró que Five.Bolt.Main se había disuelto y que Chris Volz lanzaría un álbum en solitario en el otoño de 2007.
Después de la ruptura, los miembros siguieron sus propios caminos. Alex Cando y Chris Volz empezaron a tocar con Flaw de nuevo, aunque Alex finalmente dejó a Flaw y empezó a tocar el bajo con «Silence is Broken». Ronny Paige se mudó para comenzar la banda Forever Oeuvre, mientras que tomó trabajos de pistoleros contratados para bandas como Rev Theory y Fuel.
A finales de 2009, Ivan Arnold y Alex Cando reformaron la banda con nuevos miembros confirmados en sus páginas de Facebook y Myspace.
A finales de 2011, Chris Volz anunció que trabajará en material para Five.Bolt.Main. Desde 2014, no se ha publicado ningún material nuevo.

## Miembros anteriores
- Chris Volz - voz
- Ivan Arnold - batería
- Ben Patrick - bajo
- Aaron Welenken - guitarra
- Jason Chandler - guitarra
- Alex Cando - bajo
- Ronnie Page - guitarra / voz
- Dave Crabtree - guitarra
- Kobie Jackson - guitarra / voz (sólo miembro de gira)

## Discografía
| Título  | Discográfica | Fecha de lanzamiento     |
| Venting | Rock Ridge   | 13 de septiembre de 2005 |

### Álbumes recopilatorios
- Live (2006)
- Complete (2008)

### Sencillos
| Año  | Canción           | US Hot 100 | U.S. Modern Rock | U.S. Mainstream Rock | Álbum   |
| ---- | ----------------- | ---------- | ---------------- | -------------------- | ------- |
| 2005 | «Pathetic»        | -          | -                | -                    | Venting |
| 2006 | «The Gift»        | -          | -                | #38                  | Venting |
| 2006 | «Seem To Be Fine» | -          | -                | -                    | Venting |